# Distrito de Körmend
El distrito de Körmend (húngaro: Körmendi járás) es un distrito húngaro perteneciente al condado de Vas.
En 2013 tiene 26 865 habitantes. Su capital es Körmend.

## Municipios
El distrito tiene 2 ciudades (en negrita) y 44 pueblos.
Ciudades
- Körmend
- Őriszentpéter

Pueblos
- Bajánsenye
- Csákánydoroszló
- Daraboshegy
- Döbörhegy
- Döröske
- Egyházashollós
- Egyházasrádóc
- Felsőjánosfa
- Felsőmarác
- Halastó
- Halogy
- Harasztifalu
- Hegyháthodász
- Hegyhátsál
- Hegyhátszentjakab
- Hegyhátszentmárton
- Ispánk
- Ivánc
- Katafa
- Kemestaródfa
- Kercaszomor
- Kerkáskápolna
- Kisrákos
- Magyarnádalja
- Magyarszecsőd
- Magyarszombatfa
- Molnaszecsőd
- Nagykölked
- Nagymizdó
- Nagyrákos
- Nádasd
- Nemesrempehollós
- Őrimagyarósd
- Pankasz
- Pinkamindszent
- Rádóckölked
- Szaknyér
- Szalafő
- Szarvaskend
- Szatta
- Szőce
- Vasalja
- Velemér
- Viszák